# Leptoteleia jarmilae
Leptoteleia jarmilae är en stekelart som beskrevs av Lubomir Masner 1978. Leptoteleia jarmilae ingår i släktet Leptoteleia och familjen Scelionidae. Inga underarter finns listade i Catalogue of Life.